# Oligonychus vitis
Oligonychus vitis är en spindeldjursart som beskrevs av Zaher och A.M.El-Tabey Shehata 1965. Oligonychus vitis ingår i släktet Oligonychus och familjen Tetranychidae. Inga underarter finns listade i Catalogue of Life.